# Pere Balcells i Masgoret
Pere Balcells Masgoret, conegut com el Nen de Prades (Prades, 31 de març de 1855 - Tortosa, 21 d'abril del 1875), va ser un guerriller carlí que destacà al Camp de Tarragona per les seves proeses i temeritats durant la Tercera guerra carlina.

## Primers anys
Nascut a la vila de Prades, fill d'un pastor de la Granadella, va fer també de pastor des de ben petit a sou d'un hisendat de la vila, cosa que li va permetre conèixer, a més del terme de Prades, Capafonts, La Febró i Mont-ral, on el seu amo hi tenia propietats. Analfabet, va passar la seva infància pel territori, cosa que li va permetre conèixer l'orografia i desenvolupar un gran sentit de l'orientació. Als 17 anys va fugir de Prades i es presentà voluntari a la partida de carlins del tinent coronel Moore, de qui va aprendre estratègia militar i lluita de guerrilles.
La primavera de 1874 va organitzar el seu primer escamot. Tenia 19 anys i els seus homes eren una vintena. El Nen no va ostentar mai cap insígnia ni graduació militar, perquè deia que "qui no sap fer ni la o, mal pot tenir graus", però era cap de ronda amb una graduació de tinent, segons fonts carlines. Els seus homes eren tots del territori, i coneixien, com ell, els racons, les valls, les muntanyes i les coves.

## Accions al territori
El Nen de Prades va ser aviat temut per les forces governamentals per la eficàcia dels seus moviments i la rapidesa amb la que sortia de les emboscades. Quan es desplaçava, tenia sempre espies que li explicaven el moviment de les tropes enemigues.
Va començar a moure's a La Riba, on va desviar l'aigua de les fàbriques de paper i teixits per castigar els industrials que no havien volgut pagar-li tribut. Es desplaçà cap a l'Aleixar, Alforja i Cornudella, on empresonava els hisendats de les poblacions i en demanava rescat. Les forces liberals, sorpreses per la seva rapidesa de moviments, no sabien reaccionar.
El coronel Alejandro Picaso, isabelí que comanava les forces de xoc al Camp, i era el més prestigiós de la Catalunya sud, va decidir acabar amb el Nen. Es va desplaçar a Prades, perquè sabia que el guerriller s'estava a la Serra de Llaberia, però el guerriller va veure els moviments i es desplaçà cap a Mont-ral. Picaso creia que el guerriller fugia d'ell, però en realitat el Nen va dividir les seves forces en petits escamots i encerclà les forces governamentals a la vora de Capafonts. Els homes de Picaso que no coneixien el terreny, sense poder-se moure, van haver de capitular. Això va augmentar extraordinàriament la fama del Nen de Prades, que campà lliurement des de Montblanc fins a Tivissa i encara fins a Ulldecona.

## Sospites sobre el Nen
Pel novembre de 1874 va ser cridat pels caps superiors carlins a la Sénia per uns abusos comesos a Montbrió, on hauria cobrat 1.450 duros de contribució i només n'hauria declarat 300. Les indagacions el van declarar innocent i les sospites van recaure en el seu lloctinent, Messagué, que era qui s'embutxacava la diferència aprofitant l'analfabetisme del Nen. Tornat al Camp de Tarragona, seguí amb les seves incursions ràpides als pobles de la zona, i va tenir enfrontaments armats amb les forces isabelines de les quals sempre en sortí victoriós. Les seves incursions a Montblanc i a la Riba van empènyer al comandant Manuel Orozco a construir la Torre del Petrol, al pas natural entre el Camp i la Conca de Barberà. Aquesta torre va dificultar les incursions del nen de Prades en aquella comarca. Però Manuel Orozco va morir a les seves mans en una batalla.
Quan el 29 de desembre de 1874 es va restablir la monarquia borbònica en Alfons XII, una majoria de carlins es van rendir aprofitant l'amnistia que va concedir el govern. Però al Camp, el Nen de Prades va seguir lluitant, agafant ostatges i demanant rescat per poder subsistir. Els mesos de gener, febrer i març de 1875, el Nen i la seva gent atacaren i saquejaren diversos pobles del Camp reclamant contribucions.

## Mort
El mes d'abril, seguint ordres dels seus superiors, es dirigí cap al Maestrat, per reorganitzar el seu grup, reposar i rebre instruccions. Però quan van arribar a Xerta, els liberals, que coneixien els seus moviments, van encerclar el poble. Els carlins van intentar defensar-se, però l'exèrcit governamental, més nombrós i més ben equipat, va aconseguir reduir-los. En un intent d'escapar-se, el Nen de Prades i dos companys de la seva colla, al passar per la plaça del poble van ser ferits greument. Els carlins van acabar rendint-se i van ser fets presoners. Els ferits, el Nen entre ells, van ser portats a l'hospital de Tortosa. El Nen de Prades, ferit en un pulmó, va morir. Els carlins van escampar la brama de que no havia mort per les ferides del combat, sinó que va ser afusellat per les autoritats liberals.
La fama del Nen de Prades va créixer encara més després de la seva mort. Alguns literats, com Josep Aladern, van divulgar les seves actuacions, de vegades de forma novel·lada, i avui (2017) encara hi ha persones a Prades que recorden els fets del Nen per les històries que els explicaven els seus avis.